# Emanuel Larsen (maler)
 For alternative betydninger, se Emanuel Larsen. (Se også artikler, som begynder med Emanuel Larsen)
Carl Frederik Emanuel Larsen, normalt omtalt som Emanuel Larsen (født 15. september 1823, København, død 24. september 1859, København) var en dansk maler, der primært beskæftigede sig med marinemaleri.

## Liv
Emanuel Larsen blev født i København 15. september 1823, som søn af fuldmægtig Lars Hansen Larsen og Christine Louise Larsen (født Weinreich). Efter sin konfirmation kom han i malerlære, og i januar 1839 blev han optaget på Kunstakademiet, hvor han blev elev af Christoffer Wilhelm Eckersberg og Frederik Theodor Kloss. Med Eckersberg som læremester specialiserede han sig i marinemaleri. Han deltog i forårsudstillingerne på Charlottenborg fra 1845 til sin død. 
I 1845 fik han tilladelse til at tage med et af marinens skibe til Færøerne og Island, og der findes en del malerier og tegninger fra turen. Da den Første Slesvigske krig brød ud i 1848, tog han til Sønderjylland, hvor han især tegnede og malede de danske krigsskibe. 
|  |  |  |  | Larsen fik 1851 Neuhausens præmie for billedet Udsigt fra Langelinie mod Nyholm med Mastekranen. Morgenbelysning og samme år fik han Akademiets rejselegat. I 1852 var han ved Jyllands vestkyst, 1852-54 i England, Nederlandene, Paris og ved den franske Middelhavskyst. |

Emanuel Larsen døde ugift i 1859. Selv om han havde interesseret sig for det nederlandske marinemaleri, beskrives han alligevel som den danske maler, der var mindst påvirket af udenlandske strømninger. Den indlydelsesrige C. J. Thomsen roste hans arbejder og skrev blandt andet, at han havde øje for det friske, åbne søliv, og at hans skibe virkelig så ud som om de bevægede sig.
Emil Hannover beskrev ham således:
| Citat | Friskere end sin ene lærer, Eckersberg, uden dog at være friskfyragtig som sin anden lærer, Sørensen, er han måske med årenes løb blevet den af vore marinemalere, der har samlet de fleste stemmer for sig. | Citat |
|       | |       |

Karl Madsen vurderede, at Emanuel Larsen ikke var så nøjeregnende som Eckersberg med at gengive skibenes konstruktion, men at han til gengæld malede luft og sø med en lettere og djærvere hånd. Han roste Larsen for at have ".. en god del af den søndagsstemning, de gamle hollandske marinemalere var mestre i at fremkalde."

## Udvalgte værker
- Indsejlingen til rheden, 1839.
- Skibe ved Sjællands kyst, morgen, 1845.
- Ved Krisuvig svovlminer, 1846.
- Kanonbåd på Flensborg Fjord, 1849.
- Udsigt fra Langelinie mod Nyholm med mastekranen, morgenbelysning, ca. 1850.
- Havnen ved Nieuwe Diep i Nordholland, 1853.
- Aften ved Middelhavet, i baggrunden Marseille og øen If, 1854.
- Linieskibet "Valdemar" krydser Sundet ind for en frisk bramsejlskuling, 1856.
- Fregatten "Niels Juel" ved hovedvagten på Nyholm, 1857.[2]

## Billeder
| - Marinemalerier af Emanuel Larsen - Skibe ved Sjællands kyst. Morgen, 1845 - Linieskibet "Valdemar" krydser Sundet ind for en frisk bramsejlskuling, 1856 - Fregatten "Niels Juel" ved hovedvagten på Nyholm, 1857 |

| - Andre værker af Emanuel Larsen - Gilia Foss, 1846. Blyant og akvarel. Statens Museum for Kunst - Jordhus ved Reykjavik, 1846 - Tingvallasletten, 1846 - Kanonbåde under Als, 1849 - En lodsbåd ved Kronborg, 1849 - Parti i Thorshavn på Færøerne, 1850 - En kanonbåd, 1851 - Kystparti ved Vesterhavet. Middag, 1851 - Udsigt fra Langelinie mod Toldboden, 1851 - Fregatten 'Thetis' (søsat 1840) Ml. 1840 og 1859 |